# Monotropastrum
Monotropastrum es un pequeño género con 12 especies de plantas  pertenecientes a la familia Ericaceae. De las 12 especies descritas solo han sido aceptadas dos.

## Descripción
Son plantas herbáceas perennes, parásitas de hongos micorrizos (micoheterótrofos). Las raíces forman una densa masa, sin tallos, sin hojas. Las inflorescencias en racimos se elevan desde los nudos de la raíz. Las flores son solitarias o en varios racimos.

## Taxonomía
El género fue descrito por  Heinrich Andres y publicado en Symbolae Sinicae 7(4): 766. 1936. La especie tipo es:  Monotropastrum macrocarpum Andres.	

## Especies
- Monotropastrum humile (D.Don) H.Hara
- Monotropastrum sciaphilum (Andres) G.D. Wallace